# たった一人の君は
「たった一人の君は」（たったひとりのきみは）は、1976年11月1日にCBS・ソニー（現：ソニー・ミュージックレーベルズ）から発売された豊川誕の7枚目のシングルである。

## 収録曲
- 両曲、作詞:岩谷時子、作曲:三木たかし、編曲:いしだかつのり

1. たった一人の君は [3:49]
2. 星くずが泣いている [2:56]